# Monophenylzinn-Verbindungen
Monophenylzinn-Verbindungen (nabgekürzt MPhT nach englisch Monophenyltin) sind zinnorganische Verbindungen mit einer Phenylgruppen. n-Phenylzinnverbindungen zeigen in einigen in-vitro Experimenten klastogene Effekte. Akute orale LD50-Werte wurden für Monophenylzinnverbindungen mit 102 mg Zinn/kg KG (Ratte) für DCPTH ermittelt.

## Vertreter
- Phenylstannan
- Phenylzinntrichlorid